# Carcere di San Pio X
Il carcere di San Pio X (Casa circondariale di Vicenza Filippo Del Papa) è l'istituto di detenzione di Vicenza, ubicato in una zona di campagna alle porte del quartiere di San Pio X e confinante con la caserma Ederle.

## Storia
La costruzione della struttura inizia negli anni ottanta del Novecento, dopo che si decise di abbandonare il vecchio carcere di San Biagio che era ubicato nel centro della città e che presentava non pochi problemi logistici (si tratta infatti di un ex-convento francescano del 1521, convertito in carcere nel 1892 e che, attualmente, è in stato di completo abbandono).
La struttura di San Pio X fa parte delle "carceri d'oro" del relativo scandalo di fine anni '80, quindi una struttura di massima sicurezza a celle singole concepita per detenuti per reati di terrorismo, poi adibita a Casa circondariale: enormi corridoi, spaziose sale trattamentali, estesa area verde interna, abbondanza di cancelli e relativi chiavistelli, impiego obbligato di molti agenti.
Aspetti problematici sono dovuti al fatto che la struttura (come altre carceri di massima sicurezza costruite negli stessi anni) era stata concepita per la presenza di un detenuto per cella. Nella realtà, terminata la fase del terrorismo sovversivo e mafioso degli anni ottanta e novanta, la struttura è stata riconvertita in casa circondariale e questo ha portato a destinare più detenuti per la stessa cella.
La capienza regolamentare sarebbe infatti di 126 detenuti e 136 agenti mentre, nel 2011, la capienza effettiva ha toccato quota 362 persone (la soglia di massima tollerabilità del San Pio X è fissata a 350), a fronte di un organico di polizia penitenziaria che sarebbe di 191 agenti ma che nella pratica è rimasto a 126.
A luglio 2016 è stata inaugurata una nuova ala per altri 200 detenuti.

## Struttura
Nonostante gli aspetti di sovraffollamento, gli spazi ricavati e ristrutturati grazie al lavoro dei detenuti sono considerevoli e circondati dal verde.
Un edificio è destinato ai corsi di formazione lavoro, un ampio capannone a lavorazioni in appalto da diverse ditte. Il campo da calcio è in erba e regolamentare (annualmente vengono organizzati tornei tra i carcerati e gli studenti delle scuole superiori della città nel progetto un calcio al carcere), dove c'erano i campi da tennis e pallavolo ora c'è la nuova ala. Le tre serre sono ampie e ben tenute, affiancate da una zona di terra destinata ad orto e ad un ulteriore appezzamento dove sono stati piantati alberi da frutto.
Anche gli spazi interni destinati alle attività si presentano in uno stato più che dignitoso: palestra grande e molto ben attrezzata, sala computer con 10 macchine piuttosto recenti, biblioteca ricca e ben organizzata, salette per la socialità (una per piano) pulite e abbastanza accoglienti, anche se di dimensioni modeste.
Un grande salone, ben ristrutturato e dipinto dai detenuti, utilizzato come spazio teatrale e per convegni e messe in occasioni particolari (c'è anche un'altra cappella).
L'infermeria viene utilizzata come deposito per i farmaci e spazio per i medici, mentre tutte le visite si svolgono negli ambulatori (due, uno per sezione), che si presentano in discrete condizioni. Una stanza è dedicata ai colloqui tra detenuti e operatori del Ser.T. e anche gli spazi destinati ai colloqui coi parenti sono dignitosi.
Le celle sarebbero appena sufficienti, in termini di aria, metratura e luminosità, per ospitare una persona ma sono due i detenuti per cella. In cella c'è l'interruttore della luce del bagno (separato, con acqua calda a orari) e l'interruttore della luce della cella. Le docce sono state installate nei bagni di ogni cella.
La cucina è al momento una sola, ristrutturata e in condizioni migliori.
Uffici del personale e caserma (con mensa e bar) sono collocati in stabili all'ingresso.

### Detenuti
All'interno del carcere si possono trovare sia detenuti in pena definitiva che appellanti o in attesa di giudizio. Vi sono detenuti nel reparto di alta sicurezza e detenuti E.I.V. (Elevato Indice di Vigilanza). Sono previste anche celle per detenuti in regime di 41 bis (il cosiddetto "carcere duro").
Le celle che inizialmente ospitavano le donne sono state destinate ai collaboratori di giustizia (in quanto, per la regione Veneto, si è deciso di concentrare tutte le donne detenute a Venezia).
Tra i detenuti che hanno scontato la pena a Vicenza ci sono:
- Roberto Succo: serial killer, detenuto al San Pio X nel 1988 e morto suicida in cella.
- Felice Maniero: boss della Mala del Brenta, detenuto a Vicenza tra il 1993 e il 1994 (successivamente trasferito a Padova).
- Gianfranco Stevanin: serial killer, detenuto al San Pio X tra il 1994 (anno dell'arresto a Vicenza) e il 1996 (successivamente trasferito a Sulmona).